# Morena gegant

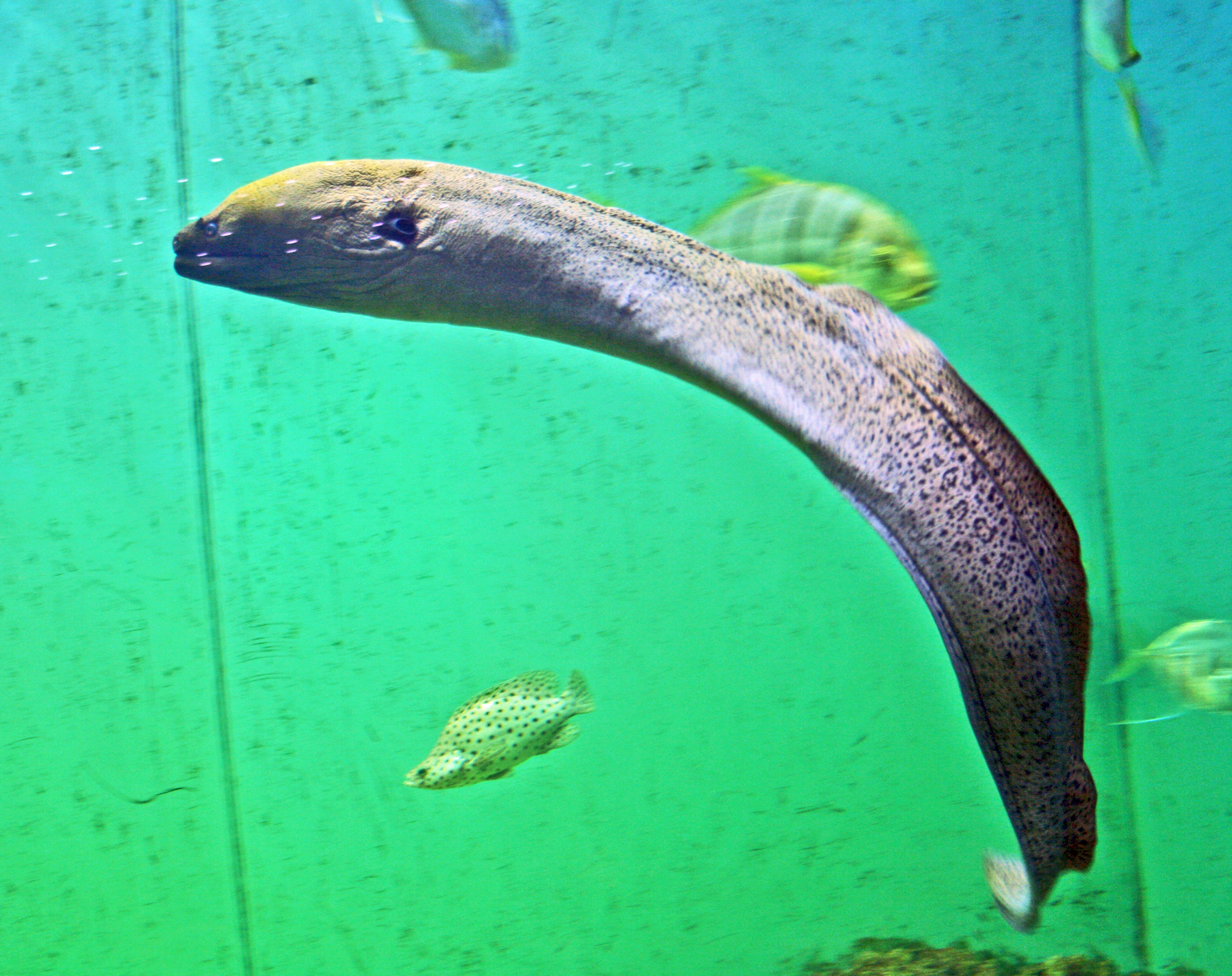
Morena gegant a l'aquàrium de Praga

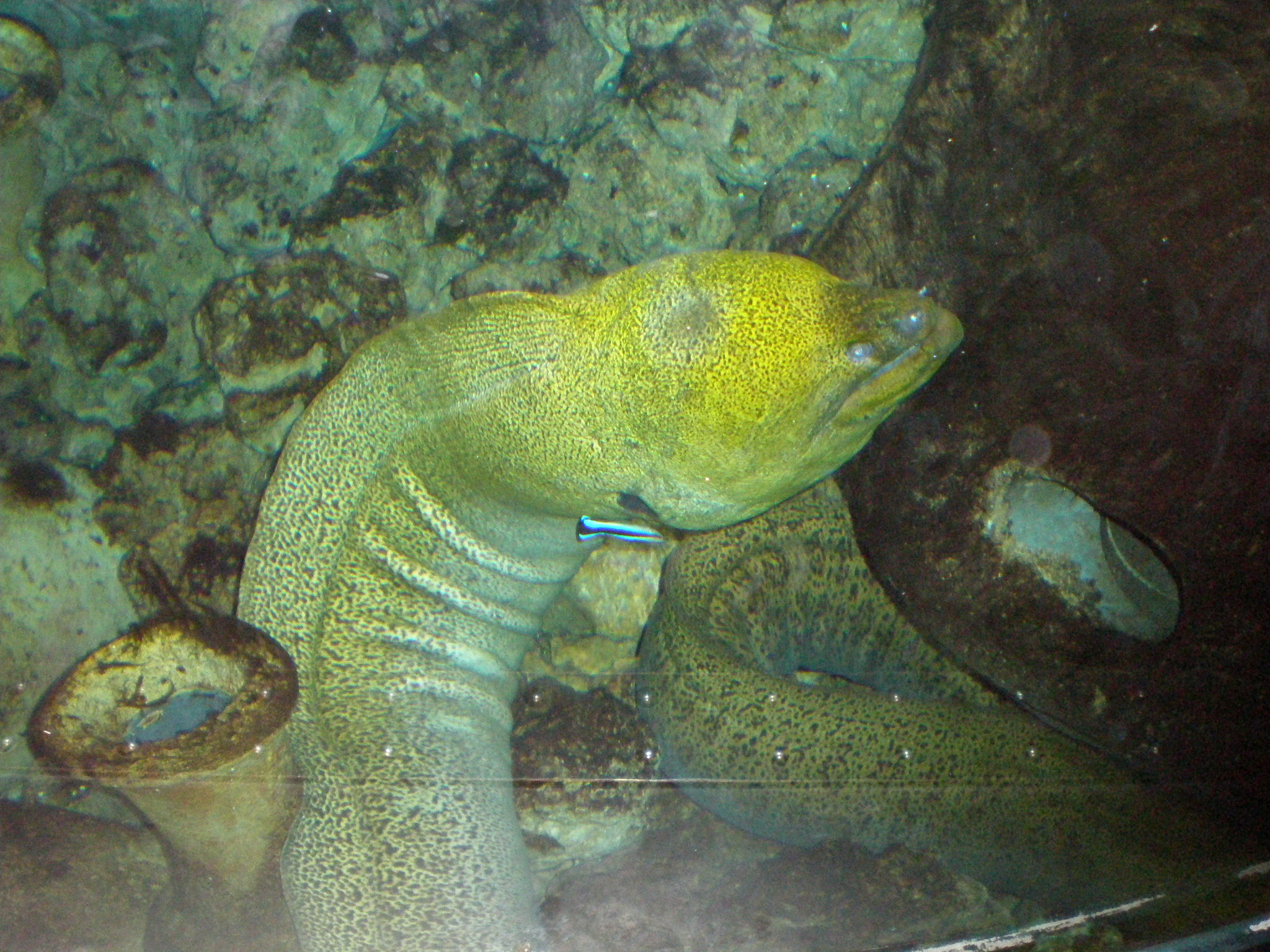
Morena a l'aquàrium del Pairi Daiza, a Bèlgica

La morena gegant (Gymnothorax javanicus) és una espècie de peix de la família dels murènids i de l'ordre dels anguil·liformes. que es troba des del Mar Roig i l'Àfrica oriental fins a les Illes Marqueses, Pitcairn, les Illes Ryukyu, les Hawaii i Nova Caledònia.
Els mascles poden assolir els 300 cm de longitud total.
Hi ha informes d'enverinament per ciguatera.